# روبن فوس
روبن فوس (بالإنجليزية: Robin Vos)‏ هو شخصية أعمال وسياسي أمريكي، ولد في 5 يوليو 1968 ببرلنغتون في الولايات المتحدة. حزبياً، نشط في الحزب الجمهوري. وقد انتخب عضو جمعية ولاية ويسكونسن.

## وصلات خارجية
- الموقع الرسمي